# Phelister canalis
Phelister canalis är en skalbaggsart som beskrevs av Lewis 1888. Phelister canalis ingår i släktet Phelister och familjen stumpbaggar. Inga underarter finns listade i Catalogue of Life.